# Lepidotrogus squamiger
Lepidotrogus squamiger är en skalbaggsart som beskrevs av Hermann Julius Kolbe 1894. Lepidotrogus squamiger ingår i släktet Lepidotrogus och familjen Melolonthidae. Inga underarter finns listade i Catalogue of Life.